# Constant Amssoms
Constant Frans Amssoms (Antwerpen, 10 mei 1913 - Mortsel, 6 maart 2002) was een Belgisch politicus voor de CVP. Hij was burgemeester van Mortsel.

## Levensloop
Amssoms werd in 1959 voor het eerst gemeenteraadslid in Mortsel. Na de gemeenteraadsverkiezingen van 1970 werd hij in opvolging van Frans Kloeck aangesteld als burgemeester. Een mandaat dat hij uitoefende tot 1983. In 2001 werd hij samen met zijn opvolger Willy Dehaen benoemd tot ereburger van Mortsel.
Amssoms behaalde diploma's landmeter en boekhouder. Hij schopte het tot chef Public Relations bij Agfa-Gevaert. Hij overleed op 88-jarige leeftijd in residentie Mayerhof.